# Bint Dżubajl
Bint Dżubajl (arab. بنت جبيل, dialekt libański: Bint Dżbeil; pol. Córka Byblos) – miasto w południowym Libanie w Muhafazie An-Nabatijja na granicy z Izraelem, twierdza Hezbollahu, największe skupisko aktywistów tej organizacji. Mieszka tu ok. 30 tys. ludzi. Dokładna liczba nie jest znana gdyż ostatni spis ludności miał miejsce w 1932 r.

## Twierdza Hezbollahu
Warownie, często wielopiętrowe, położone są na kilku wzgórzach. Centrum zabudowane jest gęsto ze stromymi przesmykami uniemożliwiającymi wjazd pancernym kolumnom. Twierdza należała do Izraela w latach 1985-2000. Znajdowało się tam znane więzienie dla członków libańskiego ruchu oporu. Po 2000 roku twierdza przeszła pod kontrolę Hezbollahu. Od tej pory nazywana (propagandowo) "stolicą wyzwolonego południa".